# Йентар
Йентар (фр. Yèntar) — деревня в Чаде, расположенная на территории региона Тибести. Входит в состав департамента Восточное Тибести. Население составляют представители субэтнической группы теда народа тубу.

## География
Деревня находится в северо-западной части Чада, в центральной части плоскогорья Тибести, на высоте 1347 метров над уровнем моря.
Йентар расположен на расстоянии приблизительно 1031 километра к северо-северо-востоку (NNE) от столицы страны Нджамены. Ближайшие населённые пункты: Воиди, Воиши, Одукси, Буро, Адерке, Эдимпи, Юбор, Камай.
Климат деревни характеризуется как аридный жаркий (BWh в классификации климатов Кёппена).

## Транспорт
Ближайший аэропорт расположен в городе Бардаи.